# Lili Damita
Lili Damita, pseudonimo di Liliane Marie-Madeleine Carré (Blaye, 10 luglio 1904 – Palm Beach, 21 marzo 1994), è stata un'attrice francese che, agli esordi, usò il nome Damita del Maillo Rojo.

## Biografia

### Inizi
Venne educata in convento e frequentò scuole di danza in diversi paesi europei, prima di entrare a far parte, all'età di 14 anni, del Balletto dell'Opéra di Parigi. Dopo essersi esibita in numerose sale musicali, apparve infine al Revue al Casinò di Parigi, mentre nel frattempo lavorò come modella fotografica. Grazie alla vittoria in un concorso di bellezza nel 1921, ottenne un primo ruolo cinematografico e successivamente apparve in numerosi film muti francesi.
La prima parte da protagonista giunse con il film Das Spielzeug von Paris (1925), del regista di origine ungherese Michael Curtiz; fu immediatamente un successo e Curtiz la diresse in altri due film: Fiaker Nr. 13 (1926) e Der Goldene Schmetterling (1926). La Damita divenne la seconda moglie di Curtiz, ma il matrimonio durò meno di un anno.

### Carriera
La Damita continuò ad apparire in produzioni tedesche e britanniche, con registi del calibro di Robert Wiene, Georg Wilhelm Pabst e Graham Cutts. Nel 1928, su invito del produttore Samuel Goldwyn, raggiunse Hollywood, dove debuttò nel film Il soccorso (1929), accanto a Ronald Colman, e dove affiancò star come Gary Cooper in Il fuciliere del deserto (1931), Maurice Chevalier in Une heure près de toi (1932), Laurence Olivier in La sfinge dell'amore (1931), Cary Grant in This Is the Night (1932) e James Cagney in La riva dei bruti (1935).
Tra gli altri suoi film più famosi, sono da ricordare I due rivali, con Victor McLaglen e The Bridge of San Luis Rey, usciti ambedue nel 1929.

### Vita privata

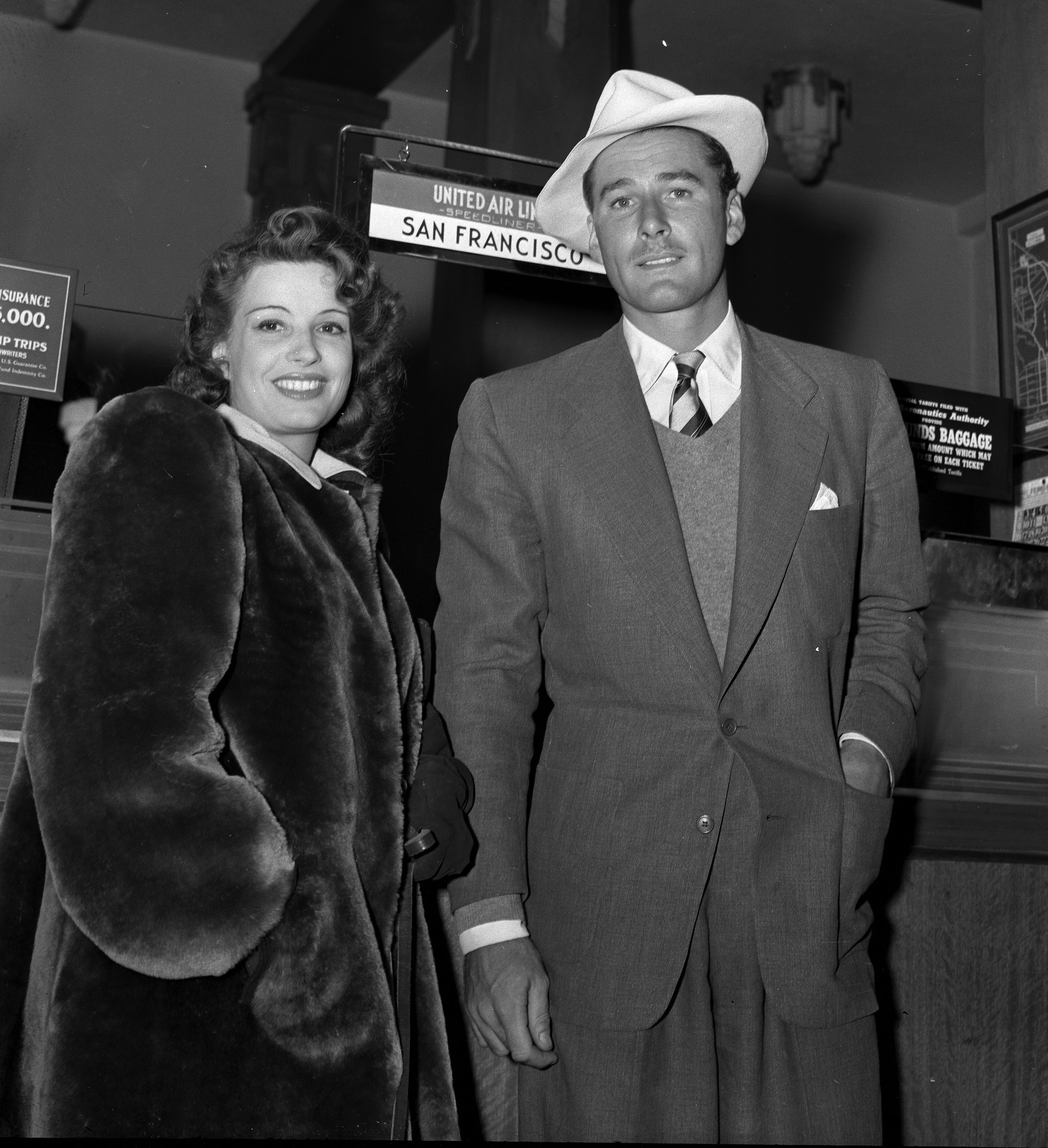
Lili Damita con il marito Errol Flynn nel 1941

Nel 1935 l'attrice sposò Errol Flynn, che stava raggiungendo la celebrità come interprete di Capitan Blood, e da lui ebbe un figlio, Sean, nato nel 1941. Il matrimonio pose fine alla carriera della Damita che, dopo il divorzio da Flynn nel 1942, si risposò una terza volta nel 1962 con Allen Loomis, un industriale dell'Iowa.
Durante la Guerra del Vietnam, suo figlio Sean stava lavorando come fotografo freelance per Time Magazine, quando lui e il giornalista Dana Stone scomparvero in una strada a sud di Phnom Penh (Cambogia), il 6 aprile 1970. La Damita impiegò molto tempo e investì ingenti somme di denaro per tentare di rintracciare il figlio, ma ogni ricerca fu inutile. Sean Flynn fu infine dichiarato ufficialmente morto nel 1984.
Lili Damita morì nel 1994 per la malattia di Alzheimer a Palm Beach (Florida), all'età di 90 anni; fu sepolta nell'Oakland Cemetery di Fort Dodge (Iowa), città natale del suo terzo marito.

## Filmografia
- La Belle au bois dormant, regia di Stéphane Passet (1922)
- L'Empereur des Pauvres, regia di René Leprince (1922)
- La Fille sauvage, regia di Henri Étiévant (1922)
- Maman Pierre, regia di Maurice Challiot (1922)
- Corsica, regia di René Carrère (1923)
- Une Femme dans la nuit (1924)
- La Voyante, regia di Leon Abrams e Louis Mercanton (1924)
- Le Prince charmant, regia di Viktor Tourjansky (1925)
- Das Spielzeug von Paris, regia di Michael Curtiz (1925)
- Fiaker Nr. 13, regia di Michael Curtiz (1926)
- I misteri di un'anima (Der Goldene Schmetterling), regia di Georg Wilhelm Pabst (1926)
- Der Goldene Schmetterling, regia di Michael Curtiz (1926)
- Non si scherza con l'amore (Man spielt nicht mit der Liebe), regia di Georg Wilhelm Pabst (1926)
- The Queen Was in the Parlour, regia di Graham Cutts (1927)
- La danzatrice di Granata (Die berühmte Frau), regia di Robert Wiene (1927)
- Die große Abenteuerin, regia di Robert Wiene (1928)
- Tu non mentirai! (Die Frau auf der Folter), regia di Robert Wiene (1928)
- Il soccorso (The Rescue), regia di Herbert Brenon (1929)
- Il ponte di San Luis Rey (The Bridge of San Luis Rey), regia di Charles Brabin (1929)
- I due rivali (The Cock-Eyed World), regia di Raoul Walsh (1929)
- Soyons gais, regia di Arthur Robison (1930)
- Le Père célibataire, regia di Chester M. Franklin e Arthur Robison (1931)
- Il fuciliere del deserto (Fighting Caravans), regia di Otto Brower e David Burton (1931)
- Madame Julie, regia di Victor Schertzinger (1931)
- La sfinge dell'amore (Friends and Lovers), regia di Victor Schertzinger (1931)
- L'ingannatrice (Quand on est belle), regia di Arthur Robison (1932)
- This Is the Night, regia di Frank Tuttle (1932)
- Une heure près de toi, regia di Ernst Lubitsch e George Cukor (1932)
- The Match King, regia di Howard Bretherton e William Keighley (1932)
- Goldie Gets Along, regia di Malcolm St. Clair (1933)
- Hanno rubato un uomo (On a volé un homme), regia di Max Ophüls (1934)
- Brewster's Millions, regia di Thornton Freeland (1935)
- La riva dei bruti (Frisco Kid), regia di Lloyd Bacon (1935)
- Il diavolo a cavallo (The Devil on Horseback), regia di Crane Wilbur (1936)
- L'Escadrille de la chance, regia di Max de Vaucorbeil (1938)

## Musical maggiori
- On Dit Ça Paris 1923
- Sons o'Guns New York 1929/30
- Here's How London 1934